# Agencia de Investigación y Defensa Paranormal
La Agencia para la Investigación y Defensa Paranormal (conocida en castellano por las siglas AIDP) y en inglés: (Bureau for Paranormal Research and Defense BPRD), es una organización ficticia basada en el cómic de Mike Mignola, fundada por los gobiernos de Estados Unidos y el Reino Unido, dedicada a la investigación de lo oculto, lo paranormal, lo sobrenatural y protegerse contra sus peligros. AIDP apareció originalmente en el cómic Hellboy, pero también se ha ofrecido en muchas historias bajo las siglas AIDP.

## Historia de la organización
La AIDP se fundó a finales de 1944 por el profesor Trevor Bruttenholm para combatir diversas amenazas ocultas descubiertas en las operaciones contra la Alemania nazi. En un principio tenían fuertes vínculos con la USAAF y se creó en una base aérea militar en Nuevo México, pero más tarde se trasladó a una instalación hecha a la medida en Fairfield, Connecticut. 
Mantiene fuertes vínculos con las diversas ramas de las Fuerzas Armadas de Estados Unidos actualmente. Es una organización privada que recibe fondos de varios gobiernos (sobre todo de Estados Unidos y el Reino Unido, aunque otros países como Canadá, Japón, Francia e Italia se han involucrado).
Profesor Bruttenholm fue director hasta finales de 1950, cuando renunció para regresar al trabajo de campo. El director actual es el Dr. Thomas Manning. Según Manning, "varios agentes con habilidades especiales" se han unido a la agencia como Liz Sherman y Abe Sapien.
La AIDP es una organización muy conocida y respetada que tiene excelentes relaciones con los gobiernos más internacionales y los organismos gubernamentales de las agencias gubernamentales de EE. UU., con las excepciones de China y la CIA. 
La base fue la defensa de los Estados Unidos en contra de un ataque de las criaturas rana (conocidas como frogs y aparecidas en "Semilla de la Destrucción"). A pesar de las criaturas rana comenzaron a aparecer en la costa este, y se extendieron hacia el oeste en ambos lados de la frontera con Estados Unidos y Canadá. Para reducir costes, la Oficina se trasladó desde su sede tradicional en Connecticut a un centro de investigación abandonado en Colorado. Esta instalación fue utilizada por última vez como casa de científicos nazis que desertaron a Alemania después de la Segunda Guerra Mundial. Como tal, la instalación contiene grandes cantidades de archivos secretos que aún están por investigar.
La invasión de monstruos rana llegó a su apogeo durante los acontecimientos de la Llama Negra durante el cual un loco neonazi adoptó el nombre de supervillano La Llama Negra y se nombró a sí mismo como el líder de las ranas. Juntos crearon a la gigantesca organización Katha-Hem. 
Después de Katha-Hem fue destruido, los monstruos de la rana acabaron con la Llama Negra y la invasión parecía llegar a su fin.
Una visión del futuro que se muestra en el cómic "Rey del miedo" mostró el apocalipsis había triunfado sobre la AIDP.

### Agentes
| - Hellboy, semi-demonio. - Abe Sapien, hombre anfibio sensorial. - Liz Sherman, pyrokinética. - Roger, homunculus. - Johann Krauss, médium psíquico ectoplasmico. - Capitán Ben Daimio, cambiapieles. - Sidney Leach, detector humano de metal y manipula el metal. - Panya, Momia viviente. - Mr. Garret Omatta, psíquica. | - Dr. Tom Manning, director. - Dr. Kate Corrigan, encargada de agentes especiales. - Professor Trevor Bruttenholm, exdirector. - Dr. Howard Eaton, especialista de ocultismo y asistente del Prof. Butternholm - Dr. O'Donnell, especialista en ocultismo. - Andrew Devon, agente de campo. - Bud Waller, agente de campo. - Mr. Clark, agente de campo. - Agent Van Fleet, agente de campo, antiguo Seal de la marina. - Agent Hampton, agente de campo. - Agent Pratt, agente de campo. |

## Historial de publicaciones

### Cómics
La agencia fue creada para la serie de Hellboy libro de cómic de Mike Mignola y aparece en la mayoría de los temas de la serie, incluyendo las dos primeras miniserie de Semilla de la Destrucción (4 números, marzo-junio de 1994), Despertar del Diablo (5 números, junio-octubre de 1996). Hellboy se separa de la agencia al final de la' Conquista de gusanos.
Hellboy se menciona varias veces en la serie AIDP y, a menudo aparece en el flashback, la AIDP rara vez se menciona en los libros de Hellboy, con la excepción del epílogo de la oscuridad, Las llamadas, que cuenta con la mayoría del reparto de la AIDP. En la mayoría de las historias de Hellboy de antes de la Conquista de gusanos', Hellboy se sigue trabajando para la AIDP.

### Ediciones recogidas

#### A.I.D.P.Trade Paperbacks
Títulos en inglés
1. Hollow Earth & Other Stories
Collects: Hollow Earth (3-issue miniseries), A.I.D.P. (promotional piece), Lobster Johnson: The Killer in My Skull (from Hellboy: Box Full of Evil #1), Abe Sapien versus Science (from Box of Evil #2), and Abe Sapiens: Drums of the Dead (one-shot)
ISBN 1-56971-862-8
2. The Soul of Venice & Other Stories
Collects: The Soul of Venice, Dark Waters, Night Train, There's Something Under My Bed, and a new short story Another Day at the Office
ISBN 1-59307-132-9
3. Plague of Frogs
Collects: Plague of Frogs (5-issue miniseries)
ISBN 1-59307-288-0
4. The Dead
Collects: Born Again (short story) and The Dead (5-issue miniseries)
2005, ISBN 1-59307-380-1
5. The Black Flame
Collects: The Black Flame (6-issue miniseries)
July 2006, ISBN 1-59307-550-2
6. The Universal Machine
Collects: The Universal Machine (5-issue miniseries)
January 2007, ISBN 1-59307-710-6
7. Garden of Souls
Collects: Garden of Souls (5-issue miniseries)
January 2008, ISBN 1-59307-882-X
8. Killing Ground
Collects: Killing Ground (5-issue miniseries)
May 2008, ISBN 1-59307-956-7
9. 1946
Collects: 1946 (5-issue miniseries) and Bishop Olek's Devil (short story)
November 2008, ISBN 1-59582-191-0
10. The Warning
Collects: Out of Reach (short story) and The Warning (5-issue miniseries)
April 29, 2009, ISBN 1-59582-304-2
11. The Black Goddess
Collects: The Black Goddess (5-issue miniseries)
October 21, 2009, ISBN 1-59582-411-1
12. War on Frogs
Collects: War on Frogs (4-issue miniseries) and "Revival" (from MySpace Dark Horse Presents) #8-9
April 28, 2010, ISBN 1-59582-480-4
13. 1947
Collects: 1947 (5-issue miniseries) and And What Shall I Find There? (short story)
July 21, 2010, ISBN 1-59582-478-2
14. King of Fear
Collects: The King of Fear (5-issue miniseries)
December 2010, ISBN 1-59582-564-3
15. Being Human
Collects: Being Human, The Dead Remembered (3-issue miniseries), The Ectoplasmic Man and Casualties (short story)
December 2011, ISBN 1-59582-756-0

#### A.I.D.P. Hell on EarthTrade Paperbacks
There is also a series of trade paperbacks collecting the Hell on Earth cycle:
1. New World
Collects: New World (5-issue miniseries) and Seattle
August 2011, ISBN 1-59582-707-2
2. Gods and Monsters
Collects: Gods (3-issue miniseries) and Monsters (2-issue miniseries)
January 2012, ISBN 1-59582-822-2
3. Russia
Collects: Russia (5-issue miniseries)
(forthcoming, 2012)

#### Ediciones ómnibus
- A.I.D.P. Plague of Frogs - Volume 1
Collects: Hollow Earth & Other Stories, The Soul of Venice & Other Stories, and Plague of Frogs
(408 pages, January 2011, ISBN 978-1-59582-609-1)[1]
- A.I.D.P. Plague of Frogs - Volume 2
Collects: The Dead, War on Frogs, and The Black Flame
(480 pages, August 2011, ISBN 978-1-59582-672-5)[2]
- A.I.D.P. Plague of Frogs - Volume 3
Collects: The Universal Machine, Garden of Souls, and Killing Ground
(448 pages, April 2012, ISBN 978-1-59582-860-6)[3]

## En otros ámbitos

### Películas
Apareció en el 2004 la película Hellboy, en la película de 2008, secuela Hellboy 2: El Ejército Dorado, ambas dirigidas por Guillermo del Toro, donde se diferencia de la agencia en los cómics. Además, reaparecería en el reinicio de 2019.
- En la película es una agencia secreta del Gobierno de Estados Unidos, creada por Roosevelt para combatir el creciente dominio de Hitler de lo oculto, y fuertemente afiliado al FBI. Profesor Broom afirma que la AIDP luchado las guerras ocultas, terminó en 1958 con Adolf Hitler.
- Agentes federales, incluyendo Manning y el nuevo personaje Agente Especial John Myers
- La AIDP utiliza el lema "In Absentia Luci, Tenebrae Vincunt ", América para "En la ausencia de luz, prevalece la oscuridad".
- En Hellboy 2: El Ejército Dorado, la existencia de la agencia se confirma cuando Hellboy se revela a los medios de comunicación.
- Se dio a entender que la organización puede estar relacionada con la base militar Área 51: el número 51 aparece en algunas paredes.

### Televisión
La A.I.D.P. Desclasificada emitida en FX Network en 2004.

### Juegos de ROL
La A.I.D.P. apareció en Hellboy Sourcebook and Role Playing Game.

## En la cultura popular
- En la película Blade II, Blade's, el compañero de Blade, Scud, lleva una camiseta con el logo de la A.I.D.P.
- En la tienda de cómics The Big Bang Theory, el logo de la A.I.D.P. puede observarse a veces.
- En la serie Hawaii 5-0 en el póster en la pared del apartamento del Dr. Max Bergman's (actor: Masi Oka).
- En la serie Resident Alien temporada 2 episodio 11. Aparece el niño de la serie sosteniendo un cómic de A.I.D.P